# EuroVelo 6

Mapa de la ruta ciclista de largo recorrido EuroVelo 6, desde la costa atlántica hasta el Mar Negro.

La EuroVelo 6 o ruta de los ríos es una ruta ciclista EuroVelo de largo recorrido que recorre 3.653 km de algunos de los principales ríos de Europa, incluyendo gran parte del Loira, parte del Saona, un corto tramo del alto Rin y casi toda la longitud del segundo río más largo de Europa, el Danubio, desde la costa atlántica de Francia hasta la ciudad de Constanța en el Mar Negro.
La EV6 atraviesa diez países, desde la desembocadura del Loira hacia el este a lo largo de ese río hasta el Saona, cruzando la frontera con Suiza, a lo largo del Rin hasta el lago Constanza, hacia el norte de Alemania, bajando por el Danubio y atravesando Austria, Eslovaquia, Hungría, Serbia, Croacia, Bulgaria y Rumanía hasta el Delta del Danubio, antes de terminar en Constanța, en el Mar Negro.
La EV6 incluye la Vía Ciclista del Danubio, la ruta ciclista vacacional más popular de Europa. Este tramo se extiende desde Donaueschingen hasta Passau en Alemania, pasando por Austria hasta Viena, y continúa hasta Bratislava en Eslovaquia, hasta Novi Sad y Belgrado en Serbia, antes de seguir hacia el Delta del Danubio.

## Ruta

### Loira

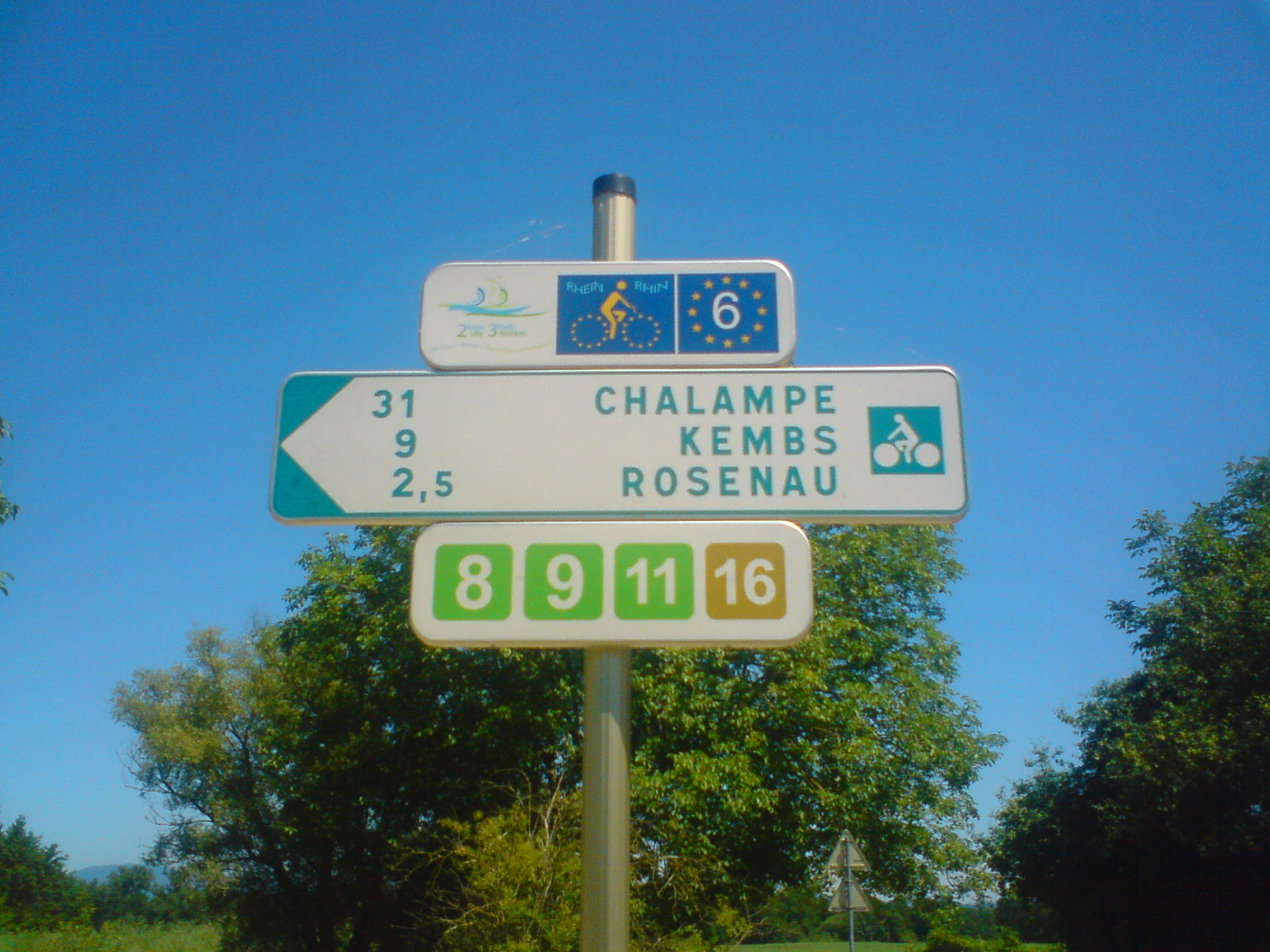
Señal de la ruta EuroVelo 6 en Saint-Louis, Francia, cerca de la ciudad suiza de Basilea y de la frontera alemana.

La EV6 va desde Saint-Brevin-les-Pins, en la desembocadura del Loira en la costa atlántica de Francia, hasta Nantes, Tours, Blois y recorre el río hacia el este hasta Orleans y Nevers antes de abandonar el Loira en Digoin para dirigirse al Canal del Centro. Este tramo de la EV6 abarca la ruta ciclista francesa La Loire à vélo.

### Loira a Basilea
Desde el Loira, la EV6 sigue el Canal Central hasta el río Saona en Chalon-sur-Saône. Continúa a través de la región vinícola de Borgoña hasta Besançon, Baume-les-Dames, Montbéliard y Mulhouse. Luego cruza a Suiza en Basilea, siguiendo el valle del Rin hasta el lago Constanza antes de cruzar a Alemania.

### Danubio
Desde Tuttlingen, en Alemania, la EV6 sigue la Vía Ciclista del Danubio hasta el Mar Negro. La mayor parte del trayecto discurre a ambos lados del Danubio, que atraviesa diversos paisajes, como terrenos montañosos, llanuras y reservas naturales a su paso por Alemania, Austria, Eslovaquia, Hungría, Croacia, Serbia, Rumanía y Bulgaria.
En las lenguas locales a lo largo del camino, la Vía Ciclista del Danubio de la EV6 se conoce como:
- en alemán: Donauradweg
- en croata: Dunavska biciklistička ruta
- en eslovaco: Dunajská cyklistická cesta
- en húngaro: Duna menti kerékpárút
- en serbio: Дунавска бициклистичка рута
- en búlgaro: Дунавски велосипеден път

### Alemania
Desde el lago de Constanza, la EV6 sigue una ruta conocida como "Ruta de Hohenzollern" hasta Donaueschingen, donde se une a la Vía Ciclista del Danubio, la D6 o "Donauradweg" de la Red Ciclista Alemana.
La ruta del EV6 pasa por dos estados alemanes, Baden-Württemberg y Baviera, con el siguiente recorrido:
- En Baden-Wurtemberg:
  - Ruta Hohenzollern: Lago Constanza ↔ Messkirch ↔ Tuttlingen
  - Ciclovía del Danubio: Tuttlingen ↔ Beuron ↔ Sigmaringen ↔ Scheer ↔ Riedlingen ↔ Obermarchtal ↔ Ehingen ↔ Ulm
- En Baviera:
  - Ciclovía del Danubio: Neu-Ulm ↔ Oberelchingen ↔ Leipheim ↔ Günzburg ↔ Offingen ↔ Gundelfingen an der Donau ↔ Lauingen (Donau) ↔ Dillingen an der Donau ↔ Höchstädt an der Donau ↔ Donauwörth ↔ Marxheim ↔ Bertoldsheim an ↔ Neuburg der Donau ↔ Kloster Weltenburg ↔ Kelheim ↔ Bad Abbach ↔ Regensburg ↔ DonaUf ↔ Wörth an der Donau ↔ Kössnach ↔ Straubing ↔ Bogen ↔ MariaPosching ↔ Metten ↔ Deggendorf ↔ Niederalteich ↔ Osterhofen ↔ Pleinting ↔ Vilshofen ↔ Windorf ↔ Gaishofen ↔ Passau ↔ Obernzell

La EV6/Ciclovía del Danubio sigue el corredor ferroviario del ferrocarril del valle del Danubio durante largos tramos. El tramo del alto valle del Danubio, que discurre entre las ciudades de Mühlheim an der Donau y Scheer, es el corazón del parque natural del Alto Danubio y bordea un gran número de acantilados de tiza, así como numerosas montañas, castillos, ruinas, monasterios e iglesias barrocas, entre ellos:
- Castillo de los Hermanos de Enzberg en Mühlheim
- Burgruine Kallenberg
- Castillo de Bronnen
- Knopfmacherfelsen
- Monasterio benedictino de Beuron
- Petershöhle
- Cueva Benedictus
- Castillo Wildestein
- Castillo Werenwag
- Ruinas del castillo de Falkenstein
- Ruinas de Dietfurt
- Ruinas del castillo de Neugutenstein
- Amalienfelsen
- Castillo de Hohenzollern en Sigmaringen
- Castillo Scheer
- Castillo de Bartelstein
- Iglesia de la Residencia Scheer

A partir de Scheer, el Danubio abandona los Alpes suabos y, por tanto, la EV6 recorre las amplias llanuras del alto valle Suabo del Danubio. La ruta se dirige hacia Ulm pasando por Riedlingen, Obermarchtal y Ehingen, para luego abandonar Baden-Württemberg y entrar en Baviera. La ruta llega a Passau pasando por Höchstädt, Donauwörth, Ingolstadt, el monasterio de Weltenburg, Kelheim, Ratisbona, Straubing, Plattling y Vilshofen an der Donau. Desde Passau, tanto el Danubio como la ruta cruzan la frontera con Austria. Después de Obernzell, un transbordador ofrece la posibilidad de combinar el cruce de la frontera con la travesía del río.

### Austria

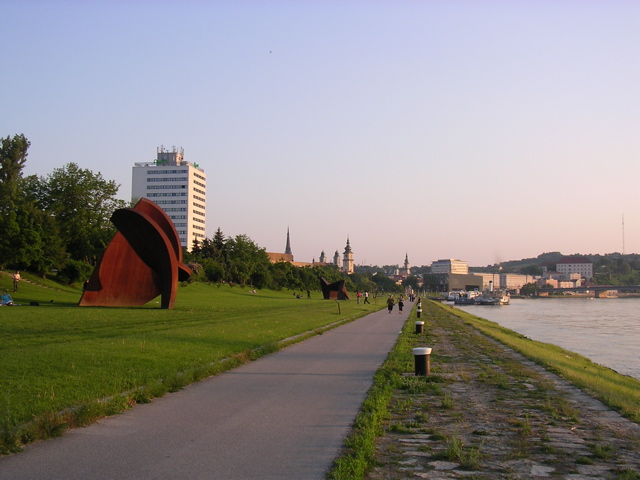
La Ruta ciclista de los Ríos que recorre el Danubio en Linz.

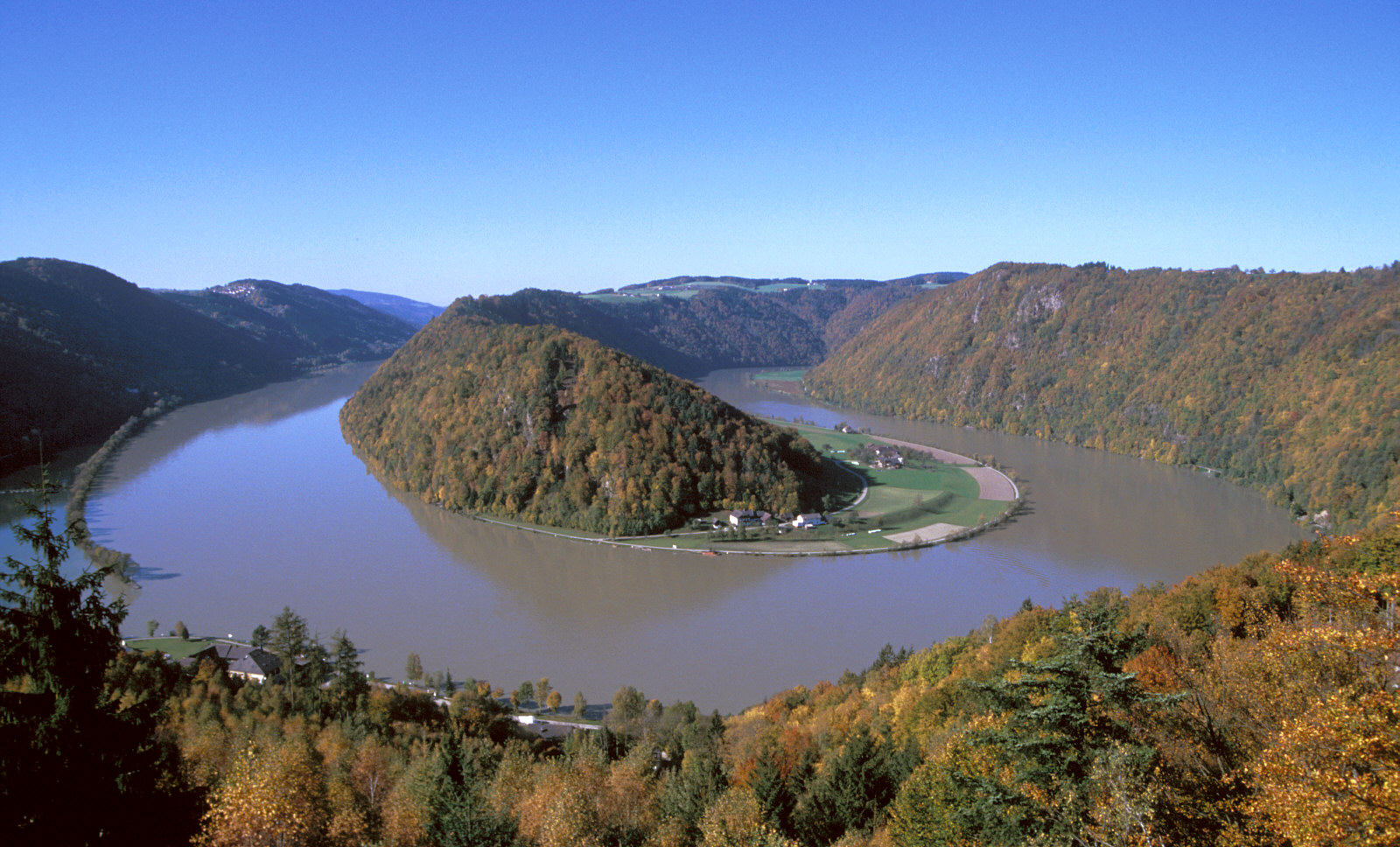
El Donauschlinge, un meandro en el Danubio en Austria

El tramo norte de Austria discurre junto a la ruta R1 del Danubio y el tramo sur de Austria sigue la ruta R6 del Danubio. En este tramo, hay caminos pavimentados en toda la vía menos en las orillas norte y sur, con puentes, transbordadores y algunas presas que unen las dos orillas.
Después de la Ruta del Lago de Constanza, el tramo de Passau a Viena es la segunda ruta ciclista más transitada de Europa. La ADFC, que también analiza el tráfico en el tramo austriaco desde 2010, dice que hubo un aumento en comparación con años anteriores.

### Viena a Budapest
La parte III comienza en Viena, pasa por Bratislava (Eslovaquia) y continúa 306 km hasta Budapest

### Budapest al Mar Negro
La cuarta parte del sendero comienza en Budapest y continúa 1.670 km hasta el Mar Negro en Rumanía. En este tramo atraviesa Hungría, Serbia, Bulgaria (donde pasa por la Reserva Natural de Srebarna, declarada Patrimonio de la Humanidad por la UNESCO) y luego se adentra en Rumanía hasta el Delta del Danubio, declarado Patrimonio de la Humanidad por la UNESCO, antes de seguir la costa del Mar Negro para terminar en Constanța, en Rumanía.
Mientras que la EV6 está señalizada en Serbia, falta señalización en gran parte de la ruta a través de Bulgaria y Rumanía.

## Galería
|                                                         |
| Señal de la ruta EV6 y de la EV15 en Huningue, Francia. |

|                                                  |
| Señales de la ruta EV6 y EV15 en Basilea, Suiza. |

|                                        |
| Señal de la ruta en Ehingen, Alemania. |

|                                 |
| Campamento en Passau, Alemania. |

|                                                |
| Carril bici del Danubio en el este de Austria. |

|                                                           |
| Ciclistas esperando en un cruce del ferry, Ufer, Austria. |

|                                                                       |
| Cruce de la EV6 y la EV13 (La Ruta del Telón de Acero) en Eslovaquia. |

|                                          |
| Señales de la ruta en Budapest, Hungría. |

|                                                                |
| Mapa de la ruta del carril bici del Danubio, Novi Sad, Serbia. |